# Rhinella ocellata
Rhinella ocellata es una especie de anfibio anuro de la familia Bufonidae.

## Distribución geográfica
Esta especie es endémica del bioma en la Ecorregión del Cerrado en Brasil. Habita en Januária, Minas Gerais, Cocalinho, Mato Grosso, Isla Bananal, Tocantins y Serra do Cachimbo en Pará, entre los 200 y 1500 m de altitud.

## Publicación original
- Günther, 1858 : Catalogue of the Batrachia Salientia in the collection of the British Museum[5]